# Krigsåret 1839

## Pågående krig
- Aroostookkriget (1838-1839)
  - Brittiska imperiet på ena sidan.
  - USA på andra sidan.

- Bakelsekriget (1838-1839)
  - Frankrike på ena sidan.
  - Mexiko på andra sidan.

- Första afghankriget (1839-1842)[1]
  - Afghanistan på ena sidan.
  - Brittiska Ostindiska Kompaniet på andra sidan.

- Första opiumkriget (1839-1842)[1]
  - Storbritannien på ena sidan.
  - Kina på andra sidan.

- Kaukasiska kriget (1817-1864)
  - Imanatet Kaukasus på ena sidan
  - Ryssland på andra sidan

### Fotnoter
1. 1 2  ”Chronological List of All Wars”. Arkiverad från originalet den 9 oktober 2014. https://web.archive.org/web/20141009082543/http://www.correlatesofwar.org/COW2%20Data/WarData_NEW/WarList_NEW.pdf. Läst 29 juni 2011.